# Hularema
Hularema ist eine osttimoresische Aldeia im Suco Seloi Malere (Verwaltungsamt Aileu, Gemeinde Aileu). 2015 lebten in der Aldeia 851 Menschen.

## Geographie und Einrichtungen
Die Aldeia Hularema liegt im Norden des Sucos Seloi Malere. Südlich befindet sich die Aldeia Cotbauru und südöstlich die Aldeia Malere. Im Nordwesten grenzt Hularema an den Suco Seloi Malere und im Norden und Osten an den Suco Aissirimou. Der Norden der Gemeindehauptstadt Aileu liegt in der Aldeia Hularema. Von hier aus führt die Überlandstraße in die Landeshauptstadt Dili im Norden, quer durch die Aldeia. An der Straße liegt im Zentrum von Hularema das Dorf Quinta de Portugal (Hularema) und im Norden das Dorf Saril.
In dem zu Hularema liegenden Teil der Stadt Aileu befinden sich die Grundschule Malere und die Prä-Sekundarschule Aileu Vila. In Quinta de Portugal und Saril gibt es jeweils ein Wassertank. An der Grenze zu Cotbauru stehen auf dem Foho Erikslau je ein Sendemast der Timor Telecom und der Telkomsel.

## Politik
2023 wurde Joaquim Fone Mendonҫa zum Chefe de Aldeia gewählt.